# Rahowa
RaHoWa (Abkürzung für Racial Holy War) war eine neonazistische kanadische Rock-/Metal-Band.

## Geschichte
RaHoWa wurde 1990 von George Burdi gegründet, der auch der Inhaber von Resistance Records, dem größten neonazistischen Versand der USA war. Das erste Album der Band, welches noch deutlich vom RAC-Stil geprägt war, verkaufte sich nur mäßig. Das zweite, Cult of the Holy War, war jedoch ein großer Erfolg; es war das bis dahin meistverkaufte rechtsextreme Album, vermutlich wurden ungefähr 40.000 Exemplare abgesetzt. 1997 verließ Burdi die rechtsextreme Szene und gründete die esoterisch geprägte Alternative-Rock-Band Novacosm. Rahowa löste sich gegen Ende der 1990er Jahre auf.

## Stil
Zu Beginn war RaHoWas Musik laut Anthony Passonno „genauso albern und bombastisch“ wie die der anderen Bands auf Resistance Records. Das zweite Album Cult of the Holy War hingegen wich stark von der bisherigen Musik der White-Power-Szene wie auch der des Mainstreams ab und wird von Passonno als eine Mischung aus Hard-Rock-, Metal- und Goth-Einflüssen mit neoklassizistischen Spuren beschrieben, die laut Burdi auch textlich wesentlich reifer war.
Die Texte von RaHoWa sind rassistisch, militant und antisemitisch. Zum Material von RaHoWa gehörten Lieder der Band Skrewdriver, die ein großes Vorbild für die Gruppe war.

## Diskografie
- 1993: Declaration of War (indiziert am 30. Oktober 1999[3])
- 1995: Cult of the Holy War (indiziert am 29. April 2006[4])
- 2008: Dreadful Legions March with Doom… Live (Live-LP mit Aufnahmen von 1996)